# Zofia Stryjeńska

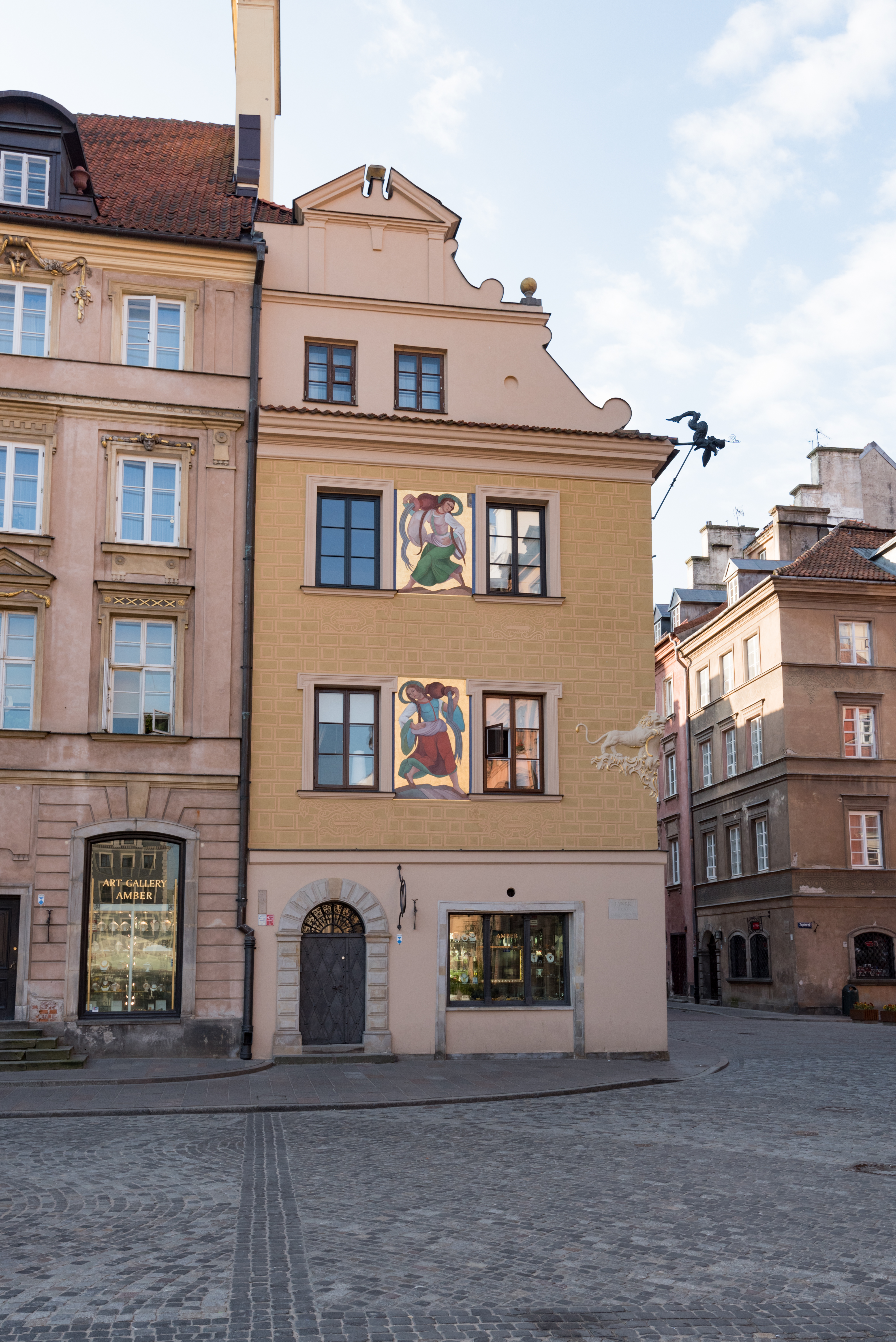
Kamienica na Rynku Starego Miasta w Warszawie z polichromiami Zofii Stryjeńskiej

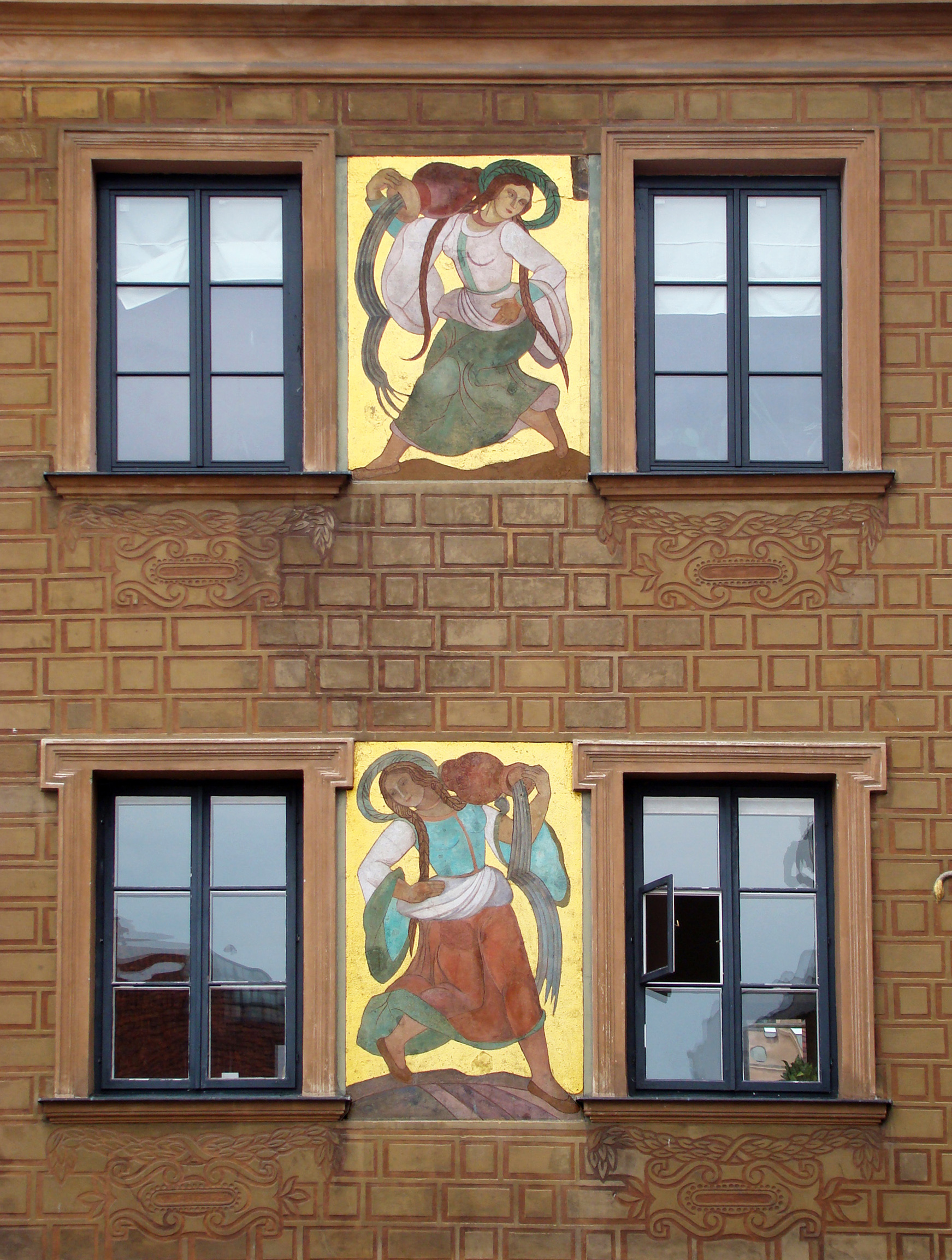
Polichromie Zofii Stryjeńskiej z roku 1928 na Rynku Starego Miasta w Warszawie

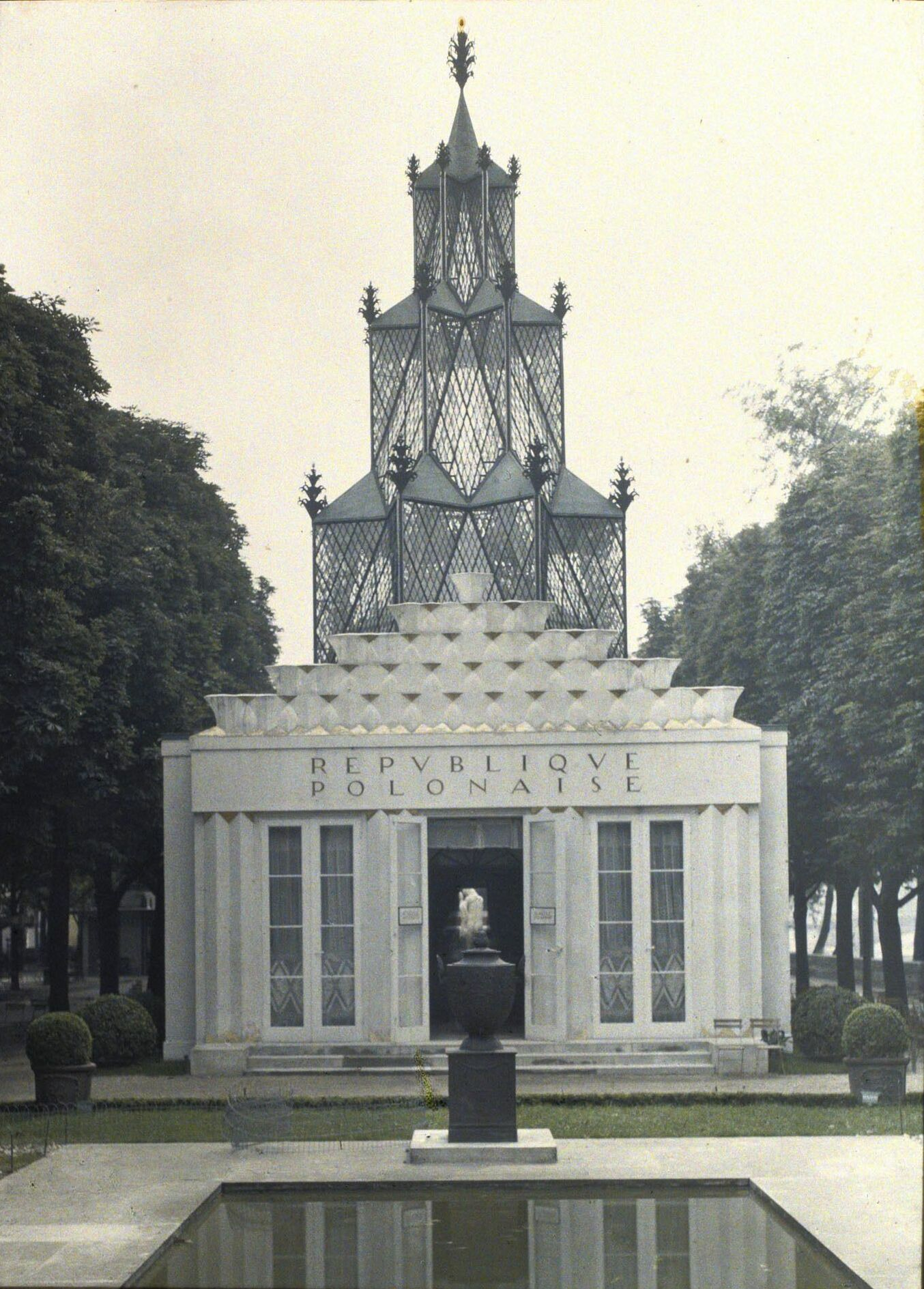
Pawilon Rzeczypospolitej Polskiej w Paryżu na Międzynarodowej Wystawie Sztuki Dekoracyjnej i Wzornictwa w 1925 roku został zbudowany w tzw. stylu narodowym i ozdobiony obrazami Zofii Stryjeńskiej (fotografia kolorowa Autochrome Lumière)

Zofia Stryjeńska z domu Lubańska (ur. 13 maja 1891 w Krakowie, zm. 28 lutego 1976 w Genewie) – polska malarka, graficzka, ilustratorka, scenografka, przedstawicielka art déco.
Wraz z Tamarą Łempicką była jedną z najbardziej znanych polskich artystek plastyczek dwudziestolecia międzywojennego.

## Życiorys
Od dziecka dużo rysowała i malowała. Jako młoda dziewczyna została współpracowniczką pism ilustrowanych („Rola” i „Głosu Ludu”). W 1909 roku rozpoczęła naukę w Szkole Sztuk Pięknych dla Kobiet Marii Niedzielskiej w Krakowie. Kurs ukończyła w 1911 roku z odznaczeniem za malarstwo i sztukę stosowaną. W 1910 roku wyjechała z ojcem w podróż przez Austro-Węgry do Włoch, podczas której zwiedziła galerie i muzea Wiednia i Wenecji.
1 października 1911 roku podając się za mężczyznę, Tadeusza Grzymałę Lubańskiego, rozpoczęła studia malarskie w Akademii Sztuk Pięknych w Monachium (wówczas do tamtejszej akademii nie przyjmowano kobiet). Po roku, rozpoznana przez kolegów, opuściła Monachium i wróciła do Krakowa, gdzie podjęła intensywną twórczość malarską i literacką.
W maju 1913 roku na łamach „Czasu” krytyk sztuki Jerzy Warchałowski omówił obszernie dokonania Zofii Lubańskiej i tym samym wylansował młodą artystkę. W tym czasie weszła do środowiska inteligencji i cyganerii krakowskiej. Poznała rodziny: Żeleńskich, Jachimeckich, Pugetów, Kossaków. Zaprzyjaźniła się z Magdaleną Samozwaniec i jej siostrą poetką Marią Pawlikowską-Jasnorzewską.
4 listopada 1916 roku wzięła cichy ślub z architektem, miłośnikiem Zakopanego, Karolem Stryjeńskim. Miała z nim trójkę dzieci: córkę Magdę i bliźniaków Jacka i Jana.
Stryjeński wprowadził żonę w środowisko swoich przyjaciół, artystów i przedstawicieli świata literatury. Wtedy poznała m.in. Władysława Skoczylasa, Henryka Kunę, Stefana Żeromskiego, Władysława Reymonta, Witkacego, później kilku poetów „Skamandra”.
W latach 1921–1927 mieszkała w Zakopanem, gdzie jej mąż w 1922 roku objął stanowisko dyrektora Państwowej Szkoły Przemysłu Drzewnego. Okres ten, początkowo szczęśliwy i owocny twórczo, z biegiem lat przyniósł coraz poważniejsze nieporozumienia z Karolem, a wreszcie otwarty konflikt, zakończony rozwodem w 1927 roku. Stryjeński między innymi dwukrotnie doprowadził do jej zamknięcia w zakładach dla osób psychicznie chorych.
Po rozwodzie przeniosła się do Warszawy, gdzie w 1929 roku poślubiła aktora Artura Sochę (1896–1943). I ten związek okazał się nieszczęśliwy: malarka zapracowywała się, by w okresie kryzysu ekonomicznego utrzymać siebie, dzieci i stroniącego od pracy męża. Po kilku latach rozwiodła się, by pod koniec lat 30, związać się jeszcze na krótko z architektem i bon vivantem Achillesem Brezą, a następnie ze znanym już wówczas podróżnikiem i pisarzem Arkadym Fiedlerem.
Połowa lat 30. była dla artystki trudnym okresem, w którym nie otrzymywała zamówień. Stryjeńska nie umiała i nie chciała zabiegać o uznanie. Nie przepadała za sprawującą rządy w kraju sanacją, nie związała się też z żadnym z nowo powstałych ugrupowań artystycznych ani politycznych.
Doprowadzona brakiem pieniędzy do rozpaczy, sprzedała kilka obrazów lichwiarzom. Dopiero w 1938 roku otrzymała kilka zamówień z Ministerstwa Spraw Zagranicznych, m.in. na kilim dla cesarza Japonii Hirohito. Wzięła udział w dekoracji wnętrz polskich statków pasażerskich: MS Batory i MS Piłsudski. Wykonała również dekorację sali w cukierni E. Wedla w Warszawie. Znowu też zaczęto kupować jej obrazy o tematyce słowiańskiej i historycznej.
Okupację artystka spędziła w Krakowie. Gdy na początku 1945 roku do miasta wkroczyli Rosjanie, Stryjeńska podjęła decyzję o wyjeździe z Polski. Po długich perypetiach dotarła do Szwajcarii, gdzie była już jej córka, a później trafili też obaj synowie. Usiłowała wyjechać do Stanów Zjednoczonych: ubiegała się o pomoc Fundacji Kościuszkowskiej, jednak Rada Nadzorcza Fundacji odmówiła jej prośbom. Żyła w Genewie nadzwyczaj skromnie, z reguły odmawiając przyjęcia pomocy nawet swoim synom. Uczuciowo związana z Polską i polską kulturą, nie potrafiła się odnaleźć w obcym kraju. Zmarła w Genewie i pochowana została na cmentarzu w Chêne-Bourg.

## Twórczość plastyczna
Nazywana „księżniczką sztuki polskiej” (Mieczysław Grydzewski – „Wiadomości Literackie”), należała do ugrupowania artystycznego Rytm. Z technik malarskich uprawiała głównie temperę, zajmowała się też litografią, rysunkiem i plakatami, projektowała zabawki, tkaniny dekoracyjne, była autorką ilustracji książkowych. Do jej najbardziej znanych prac należą: Pastorałka, cykl Bożków słowiańskich i Pascha, ilustracje do Monachomachii Krasickiego, Pory roku, Kolędy, Cztery sakramenty oraz Tańce polskie. Wykonała dekorację polskiego pawilonu na Wystawie Światowej w Paryżu w 1925 roku, która składała się z cyklu Dwunastu miesięcy (6 malowideł, po 2 miesiące na płótno), ukazującego prace gospodarskie charakterystyczne dla poszczególnych miesięcy. Dzieło to przyniosło artystce sławę europejską i 5 nagród Wystawy światowej. Serię obrazów przedstawiającą polskie tańce ludowe artystka namalowała w 1927 roku.
Była jedyną kobietą, która w latach 20 XX w. brała udział w pracach renowacyjnych na Wawelu.
W 1942 roku przedstawiła ideę świątyni słowiańskiej – Witezjonu, który miał być miejscem „sympozjów oraz zjazdów cezarów Słowian”, a także odrodzenia się słowiańskiego życia duchowego. Witezjon miał nietypową formę łączącą znane z ludowego budownictwa drewniane konstrukcje. Projektowane wnętrze przypomina zarazem teatr i kościół, w którym miejsce ołtarza zajmuje stylizowany na ludowy posąg słowiańskiego bóstwa.
Dzięki licznym pracom przedstawiającym bóstwa starosłowiańskie uważana za prekursorkę rodzimowierstwa słowiańskiego w Polsce – należy jednak zaznaczyć, że sama artystka zawsze uważała się za chrześcijankę (była z wychowania i z przekonania katoliczką, przy czym zmieniła na krótko wyznanie na ewangelickie, żeby rozwieść się i zawrzeć drugi związek małżeński) i jej fascynację wierzeniami pradawnych Słowian należy traktować jedynie jako artystyczną.

## Twórczość literacka
Mistrzyni pędzla sprawnie władała piórem, zwłaszcza jej osobiste zapiski cechuje swoboda języka i bogactwo słownictwa. Chcąc wpajać swoim dzieciom zasady dobrego wychowania, napisała pod pseudonimem Prof. Hilar podręcznik savoir vivre pt. Światowiec współczesny. Ukazały się również pamiętniki artystki Chleb prawie że powszedni.

## Recepcja sztuki Stryjeńskiej
Wielką wystawę retrospektywną Zofii Stryjeńskiej, pierwszą po 1945 roku monograficzną prezentację prac artystki, zorganizowało w 2008 roku Muzeum Narodowe w Krakowie; w 2009 roku wystawę tę pokazało Muzeum Narodowe w Poznaniu i Muzeum Narodowe w Warszawie. Wystawie towarzyszył bogato ilustrowany i bibliofilsko wydany katalog pod redakcją Światosława Lenartowicza, kuratora wystawy.

## Ordery i odznaczenia
- Krzyż Oficerski Orderu Odrodzenia Polski (8 listopada 1930)[13]
- Złoty Wawrzyn Akademicki (7 listopada 1936)[14]
- Krzyż Kawalerski Orderu Legii Honorowej[3]

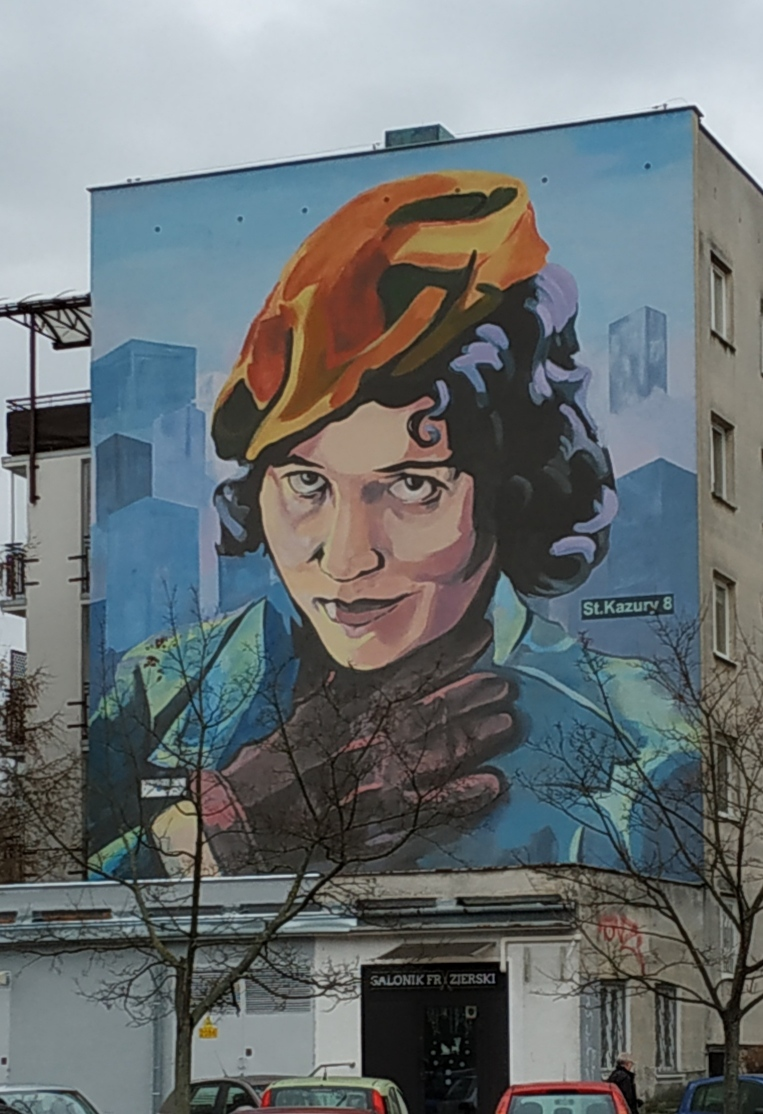
Mural poświęcony Zofii Stryjeńskiej na Ursynowie

## Upamiętnienie
15 lutego 2011 roku Narodowy Bank Polski wprowadził do obiegu monety z serii „Polscy malarze XIX/XX wieku” upamiętniające Zofię Stryjeńską, o nominałach:
- 20 zł – wykonaną stemplem lustrzanym w srebrze (z tampondrukiem),
- 2 zł – wykonaną stemplem zwykłym ze stopu Nordic Gold[15].

W 
Imię Stryjeńskiej noszą ulice w Krakowie, Tarnowie i w Częstochowie. Artystka jest także współpatronką (wraz z Aleksandrem, Karolem i Tadeuszem Stryjeńskimi) jednej z ulic na warszawskim Ursynowie.
W 2018 r. przy ulicy Kazury 6 na Ursynowie powstał mural poświęcony Zofii Stryjeńskiej.
13 maja 2021 roku Zofia Stryjeńska stała się bohaterką Google Doodle.